# Stanfordia
Stanfordia é um género botânico pertencente à família Brassicaceae.